# Johnny Rutherford
John Sherman „Johnny” Rutherford III (ur. 12 marca 1938 roku w Coffeyville w stanie Kansas) – amerykański kierowca wyścigowy.
Trzykrotny zwycięzca Indianapolis 500 (1974, 1976, 1980); mistrz CART (1980).

## USAC / CART
Karierę rozpoczął w 1959 roku; w serii USAC debiutował cztery lata później. Równolegle startował w wyścigach sprint carów, gdzie zdobył tytuł mistrzowski w 1965 roku.
W 1964 roku uległ poparzeniom podczas Indianapolis 500, biorąc udział w karambolu, w wyniku którego zginęli Eddie Sachs oraz Dave MacDonald. Dwa lata później doznał złamania obu rąk w wypadku podczas wyścigu sprint carów na torze Eldora Speedway.
Szczyt jego kariery przypadł na lata 70. i początek 80. XX wieku. W latach 1974–1976 trzykrotnie zajmował drugie miejsce w mistrzostwach USAC. W 1974 roku odniósł swoje pierwsze zwycięstwo w Indianapolis 500; sukces ten powtórzył dwa lata później. Była to jednocześnie najkrótsza edycja tego wyścigu w historii (przerwana po 102 z 200 okrążeń z powodu opadów deszczu).
W 1980 roku po raz trzeci wygrał w Indianapolis, również po raz pierwszy i jedyny w karierze zdobył tytuł mistrzowski (już pod egidą powstałej rok wcześniej CART). Reprezentował wówczas barwy Chaparral Racing.
Łącznie w latach 1963-1992 wziął udział w 314 wyścigach; odniósł 27 zwycięstw, 23 razy startował z pole position.

## NASCAR
W latach 1963–1988 wziął udział w 35 wyścigach serii NASCAR. W debiucie odniósł swoje jedyne zwycięstwo (podczas stumilowego wyścigu kwalifikacyjnego do Daytona 500).

## Starty w Indianapolis 500
| Rok  | Nadwozie  | Silnik      | Start | Wynik | Uwagi                               |
| ---- | --------- | ----------- | ----- | ----- | ----------------------------------- |
| 1963 | Watson    | Offenhauser | 26    | 29    | Układ transmisyjny                  |
| 1964 | Watson    | Offenhauser | 15    | 27    | Wypadek                             |
| 1965 | Halibrand | Ford        | 11    | 31    | Układ transmisyjny                  |
| 1966 | Watson    | Ford        |       |       | Tylko na liście zgłoszeń (kontuzja) |
| 1967 | Eagle     | Ford        | 19    | 25    | Wypadek                             |
| 1968 | Eagle     | Ford        | 21    | 18    | Wypadek                             |
| 1969 | Eagle     | Offenhauser | 17    | 25    | Chłodnica oleju                     |
| 1970 | Eagle     | Offenhauser | 2     | 18    | Układ wydechowy                     |
| 1971 | Eagle     | Offenhauser | 24    | 18    |                                     |
| 1972 | Brabham   | Offenhauser | 8     | 27    | Korbowód                            |
| 1973 | McLaren   | Offenhauser | 1     | 9     |                                     |
| 1974 | McLaren   | Offenhauser | 25    | 1     |                                     |
| 1975 | McLaren   | Offenhauser | 7     | 2     |                                     |
| 1976 | McLaren   | Offenhauser | 1     | 1     |                                     |
| 1977 | McLaren   | Cosworth    | 17    | 33    | Skrzynia biegów                     |
| 1978 | McLaren   | Cosworth    | 4     | 13    |                                     |
| 1979 | McLaren   | Cosworth    | 8     | 18    |                                     |
| 1980 | Chaparral | Cosworth    | 1     | 1     |                                     |
| 1981 | Chaparral | Cosworth    | 5     | 32    | Pompa paliwa                        |
| 1982 | Chaparral | Cosworth    | 12    | 8     | Silnik                              |
| 1983 | Wildcat   | Cosworth    |       |       | Wypadek podczas treningu            |
| 1984 | March     | Cosworth    | 30    | 22    | Silnik                              |
| 1985 | March     | Cosworth    | 30    | 6     |                                     |
| 1986 | March     | Cosworth    | 12    | 8     |                                     |
| 1987 | March     | Cosworth    | 8     | 11    |                                     |
| 1988 | Lola      | Buick       | 30    | 22    | Wypadek                             |
| 1989 | Lola      | Cosworth    |       |       | Nie zakwalifikował się              |
| 1990 | Lola      | Cosworth    |       |       | Nie zakwalifikował się              |
| 1992 | Lola      | Chevrolet   |       |       | Nie zakwalifikował się              |

## Życie prywatne
Mimo iż urodził się w stanie Kansas, od dzieciństwa mieszka w Fort Worth w stanie Teksas.
Żonaty z Betty, dwoje dzieci (syn, córka). Para poznała się przy okazji Indianapolis 500 w 1963 roku, gdy Rutherford przechodził rutynowe badania po wypadku w trakcie kwalifikacji. Ślub wzięli niespełna dwa miesiące później (7 lipca 1963).
Nosi przydomek Lone Star JR, nawiązujący do pojedynczej, białej gwiazdy na jego kasku.
Obecnie jest kierowcą samochodu bezpieczeństwa (tzw. Pace Car) IndyCar Series.